# Instituto Fernandes Figueira
O Instituto Nacional de Saúde da Mulher, da Criança e do Adolescente Fernandes Figueira (IFF/Fiocruz) é uma unidade de assistência, ensino, pesquisa e desenvolvimento tecnológico da Fundação Oswaldo Cruz (Fiocruz), localizada na cidade do Rio de Janeiro, capital do estado homônimo, no Brasil. Fundado em 1924 pelo médico Antônio Fernandes Figueira com o nome de Abrigo Arthur Bernardes, o instituto foi incorporado à Fiocruz nos anos 1970, e desde 2010 é considerado um centro nacional de referência pelo Ministério da Saúde e pelo Ministério da Educação.
O Instituto Fernandes Figueira também é o responsável pela implementação e organização da Rede Brasileira de Bancos de Leite Humano desde 1998.
Em frente ao prédio do Instituto Fernandes Figueira está a estátua "Amor Materno", de 1907, de autoria do escultor João Zaco Paraná. Uma cópia da estátua foi instalada no Jardim Botânico de Curitiba em 1993.

## História
Antônio Fernandes Figueira foi um destacado pediatra brasileiro. Em seu trabalho enfatizava a higiene preventiva na infância, a educação científica das mães e a atenção ao aleitamento. A partir da Inspetoria de Higiene Infantil, criada durante a reforma da saúde pública entre 1920 e 1923, ele estabeleceu postos de higiene infantil em vários bairros do então Distrito Federal e fundou o Hospital Abrigo Arthur Bernardes entre 1924 e 1926.
O hospital foi inaugurado oficialmente em abril de 1926 e foi elogiado pela imprensa como um avanço na assistência, pois aproximava mães e crianças no cuidado. No entanto, após a morte de Fernandes Figueira em 1928, enfrentou dificuldades e foi desativado em 1935. Somente no final da década de 1930, durante a ditadura varguista, devido ao fortalecimento das concepções eugênicas sobre a infância, ele foi reaberto e integrado ao recém-criado Departamento Nacional da Criança (DNC), vinculado ao Ministério da Educação e Saúde. O hospital foi renomeado como Instituto Fernandes Figueira (IFF) em 1946.
Na década de 1950, o IFF se tornou um centro de pediatria renomado, abrigando a Sociedade Brasileira de Pediatria e pioneiro em iniciativas, como o primeiro banco de sangue brasileiro, o primeiro banco de leite humano e o segundo curso de residência médica em pediatria.
Em 1970, o governo federal criou a Fundação Instituto Oswaldo Cruz (Fiocruz), incorporando vários institutos biomédicos, incluindo o IFF. Como parte da Fiocruz, o IFF concentrou-se em pesquisa, assistência e ensino, respondendo às novas demandas, como os cuidados neonatais.
O IFF também reformulou o Banco de Leite Humano, transformando-o em uma unidade focada na amamentação, com ênfase nos cuidados com as mães e na educação em saúde. O Banco de Leite Humano se tornou uma instituição-modelo e um centro de disseminação de conhecimentos sobre aleitamento.
Em 1988, o IFF inaugurou seu primeiro curso de mestrado, seguido pelo doutorado em 1995. Os programas de pós-graduação e os cursos de residência contribuíram para capacitar a equipe do instituto, transformando o seu perfil de Hospital pediátrico e maternidade em centro de pesquisa, ensino e assistência.

## Hospital
O Instituto Fernandes Figueira é especializado no tratamento de doenças crônicas e raras em bebês, crianças e adolescentes. Sua área de atenção à saúde é composta por 131 leitos com uma qualificada estrutura de suporte logístico-operacional que permite a realização, anualmente, de cerca de 4.500 internações, 60 mil atendimentos ambulatoriais, 2.500 cirurgias, 150 mil procedimentos de suporte diagnóstico e terapêutico e 1.200 atendimentos domiciliares para pacientes oriundos do Rio de Janeiro e de outras regiões brasileiras.

## Ensino
O Departamento de Ensino do Instituto Fernandes Figueira gerencia todos os processos relacionados a cursos de pós-graduação e demais atividades pedagógicas.
Sua estrutura conta principalmente com os seguintes programas:
- Programa de Pós-graduação em Saúde da Criança e da Mulher (PGSCM)
- Programa de Pós-graduação em Pesquisa Aplicada à Saúde da Criança e da Mulher (PGPASCM)
- Mestrado Profissional em Saúde da Criança e da Mulher (MPSCM)
- Programa de Residência Médica
- Programa de Residência em Enfermagem
- Programa de Residência Multiprofissional em Saúde da Criança e do Adolescente Cronicamente Adoecido
- Especialização Médica
- Especialização em Enfermagem
- Especialização Multiprofissional
- Escola de Saúde

## Pesquisa
No Instituto Fernandes Figueira, a pesquisa é articulada à assistência e ao ensino, desenvolvendo atividades de geração, difusão e aplicação de novos conhecimentos em ciência e tecnologia, sempre fomentando a criação de subsídios para a formulação de políticas públicas e o constante aperfeiçoamento do Sistema Único de Saúde (SUS).
A estrutura da pesquisa no IFF/Fiocruz inclui:
- Gerência de Projetos e Bolsas
- Câmara Técnica em Pesquisa
- Unidade de Pesquisa Clínica (UPC)
- Núcleo de Inovação Tecnológica (NIT)
- Núcleo de Avaliação de Tecnologias em Saúde (Nats).

## Ligações Externas
- Sítio Oficial
- Arquivo Institucional do IFF